# Munter (geslacht)

Wapen Munter

De familie Munter was afkomstig uit Harlingen en aanvankelijk doopsgezind, later calvinist. Vanaf 1815 behoorden leden tot de Nederlandse adel; deze tak stierf uit in 1861.

## Geschiedenis

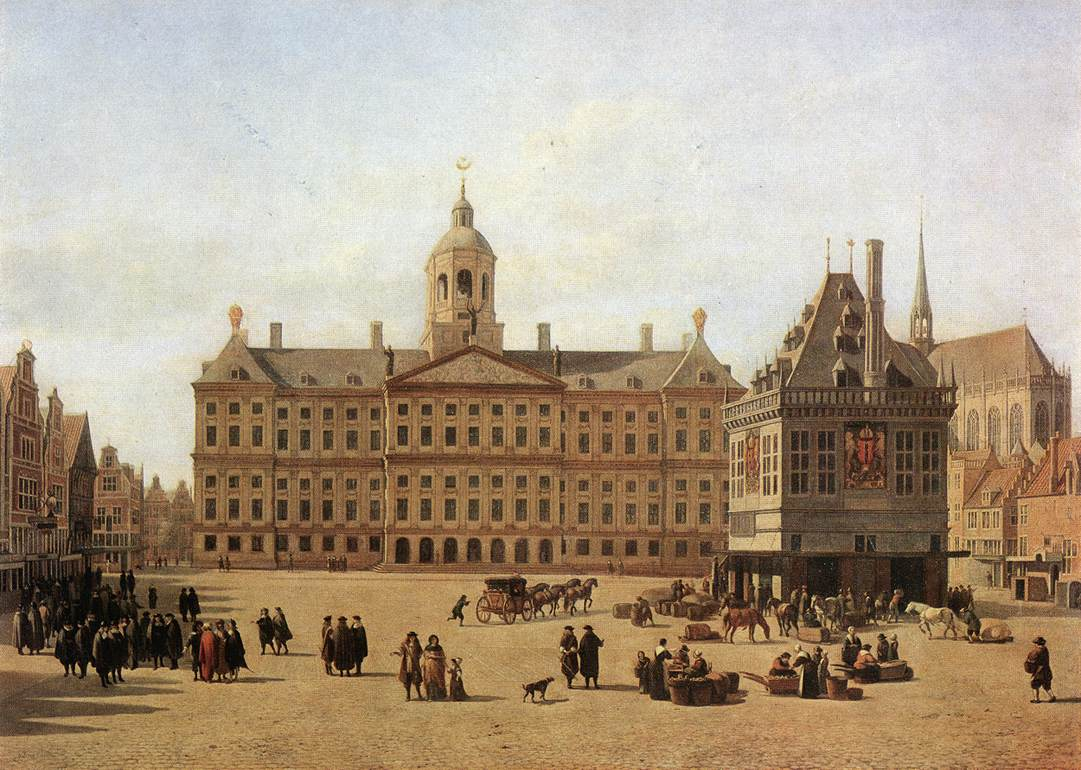
Het stadhuis op de Dam door Gerrit Berckheyde

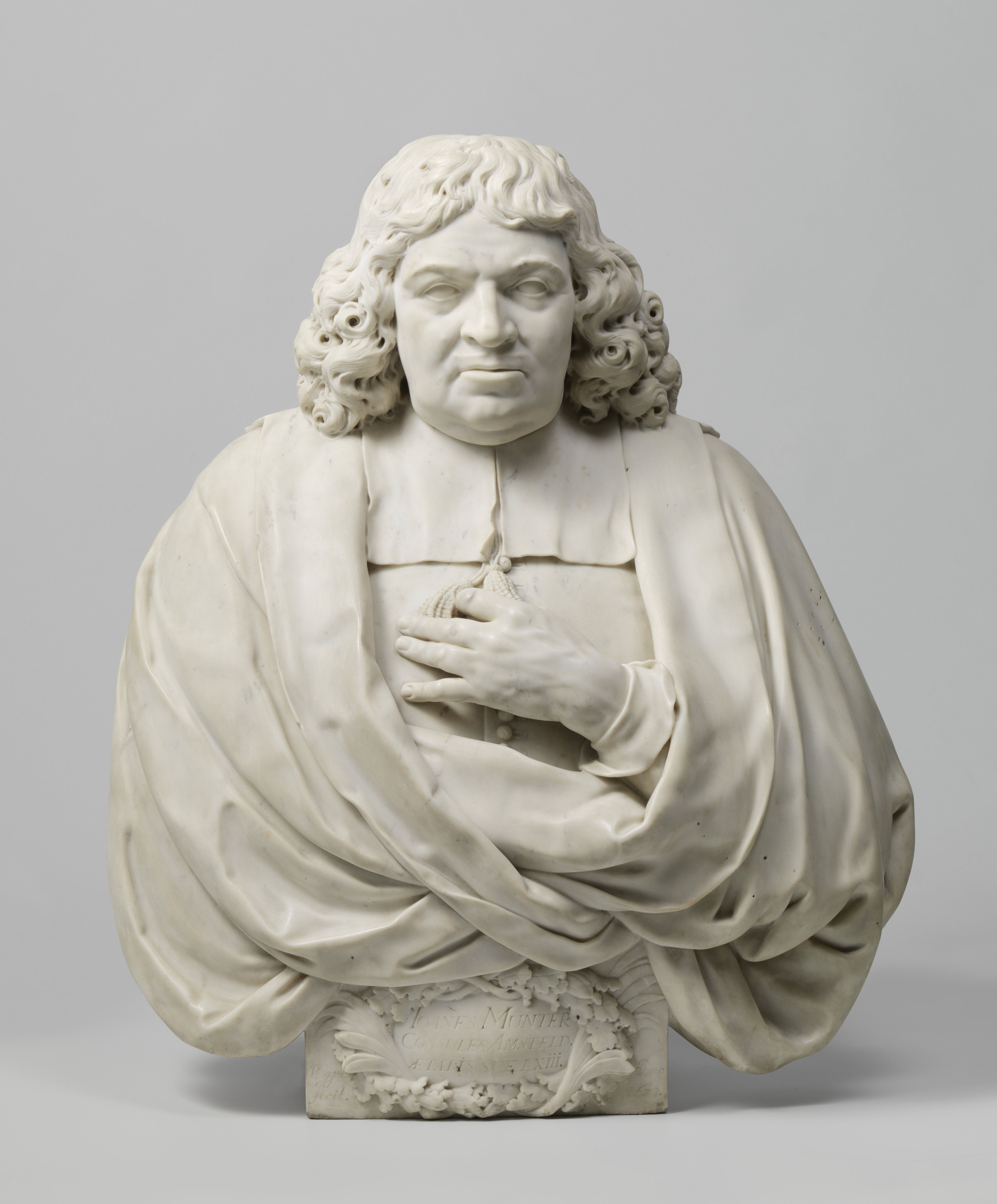
Joan Munter (1611-1685)

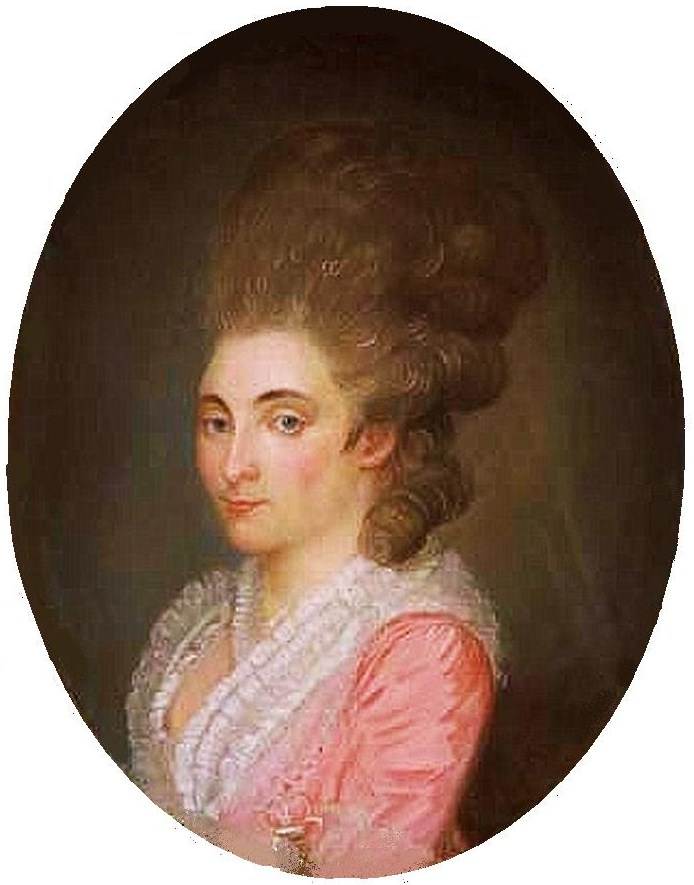
Margaretha Johanna Munter (1752-1803)

De stamreeks begint met Dirck Jansz Munter, burger van Harlingen die voor 5 september 1581 overleed. De familie leverde een groot aantal directeuren voor de Sociëteit van Suriname en raden, schepenen en burgemeesters van Amsterdam. Arnold Houbraken vermeldt dat Govert Flinck in 1658 een lid van de familie Munter schilderde. Agatha Munter (1632-1687) is een van de regentessen in Drie regentessen van het Leprozenhuis te Amsterdam, rond 1668 geschilderd door Ferdinand Bol. 
Bij Koninklijk Besluit van 16 september 1815 werd een nazaat verheven in de Nederlandse adel; met hem stierf het geslacht in 1861 uit.

## Enkele telgen
Dirck Jansz Munter, burger van Harlingen, lijnwatier en koopman in granen te Harlingen, overleden voor 5 september 1581
- Bartholomeus Munter (Harlingen 1569-). Hij trouwde in 1614 met Aeltje Hinlopen. Hij was koopman op Venetië en werd in 1621 vanwege valsmunterij, georganiseerd vanuit Sedan, verbannen uit Amsterdam.
- Jan Jansz. Munter (Harlingen, omstreeks 1570-Amsterdam, 1617) was een koopman op Venetië en reder, die in de Warmoesstraat woonde. Samen met zijn schoonvader, Abraham van Tongerloo (?) en zijn broer Bartholomeus investeerde hij op grootschalige wijze in de Zijpepolder (1597). Munter werd in 1610 eigenaar was een bakkerij van scheepsbeschuit, niet ver van de Binnen-Amstel gelegen, die voorheen toebehoorde aan Pieter Hasselaer en aan de Compagnie van Verre leverde. Hij verhuurde een deel van het complex aan de Brownisten, een sekte, afkomstig uit Engeland. Zijn zoon
  - Joan Munter (1611-1685). Hij trouwde in 1630 met Margaretha Geelvinck (1612-1672); hij was commissaris bij de Amsterdamse Wisselbank, werd schepen, kapitein in de schutterij en bewindhebber van de VOC.[1] Hij bewoonde Herengracht 52. Hij was zeven keer burgemeester.[2] Zijn kinderen waren:
    - Sara Munter (1631-1704). Zij trouwde met Y.L. Scholten;
    - Agatha Munter (1632-1687). Zij trouwde met Elbert Goykens (1626-1663), Sijbrand Valckenier (1634-1665)[3] en in 1669 Joan Corver (1628-1716); erfde van haar eerste echtgenoot Beeckestijn onder Velsen; bewoonde sinds 1671 Herengracht 456 in de Gouden Bocht.
    - Jan Munter (1634-1713). Hij trouwde met de weduwe Margaretha Trip; hun dochter Margaret Cecilia Munter trouwde in 1704 met de Engelse ambassadeur William Cadogan
    - Maria Munter (1637-1688?) regentes burgerweeshuis. Zij trouwde in 1668 met Isaac Jan Nijs (Venetië, 1625-1690), een koopman op de Levant en Italië; hij kocht op 22 januari 1665 twee erven op de Keizersgracht. Zijn woon- en pakhuis, Keizersgracht 577, is ontworpen door Philip Vingboons; bewindhebber Westindische Compagnie in 1674. Nijs verzamelde Italiaanse schilderijen. Zijn achterbuurman in de Gouden Bocht was François de Vicq, directeur van de Sociëteit van Suriname; hun dochter Margaretha Cecilia Nijs trouwde met Jan Trip van Berckenrode, directeur van de Sociëteit van Suriname;
    - Margaretha Munter (1639-1711). Zij trouwde met Jacob Trip (1627-1670); bewoonde Herengracht 52; hun zoon Jan Trip van Berckenrode trouwde met zijn nicht;
    - Geertrui Munter (1641-1687). Zij trouwde met Michiel Marcelis; bewoonde Singel 462?, eigenaar Herengracht 50; eigenaar Hagevelt onder Velsen; hij leefde op grote voet en zijn boedel is na zijn dood bij executie verkocht.
    - Cornelia Munter (1644-1690?). Zij trouwde in 1676 met Daniel Jean Bernard, directeur van de Sociëteit van Suriname;
    - Anna Munter (1646-1694). Zij trouwde met de weduwnaar Cornelis Calkoen (1639-1710); directeur van de Sociëteit van Suriname (1702-1710);[4]
    - Dirck Munter (1648-1701). Hij trouwde in 1674 met Catharina Laurentius (1654-1727); burgemeester in 1698 en 1700; bewoonde Herengracht 52;
    - Cornelis Munter (1652-1708). Hij trouwde in 1679 hij met Maria Piso (1650-1729), een dochter van Willem Piso; bewindhebber Westindische Compagnie in 1698; bewoonde Keizersgracht 313.  Wist met zijn zwager Joan Corver in 1706 met steun van Dordrecht en het Noorderkwartier bij de Staten van Holland grote invloed op benoemingen te verkrijgen, en de Ridderschap, Nicolaes Witsen en Anthonie Heinsius te beperken in hun invloed.[5]
      - Willem Munter (1682-1759) was de zoon van Cornelis Munter. Hij trouwde in 1712 met Catharina Pels, dochter van Andries Pels (1655-1731); Munter was tien keer burgemeester tussen 1726-1746 en directeur fa Pels. In 1737 deed hij een aanval op de macht van Lieve Geelvinck. Hij hertrouwde in 1739 met de weduwe Catharina Cornelia Backer; Munter gaf kort na 1740 drie halve postmeesterschappen, die jaarlijks 5.000 à 6.000 gulden opleverden aan drie kleinzoontjes, 2 van 4 en 1 van 1 jaar! Hij was eigenaar van de buitenplaats Hilverbeek in 's-Gravenland.
        - Andries Munter (1714-1771), schepen in Amsterdam, 27 jaar directeur van de Sociëteit van Suriname (1743-1770). Hij trouwde met Margaretha Johanna Bors van Waveren en 2. Anna Maria DuPeyrou; hij woonde Keizersgracht 577;  hij kocht in 1750 Oosterduyn in Bloemendaal. Eigenaar Amstelrust ter hoogte van het Frederiksplein; werd door een beroerte getroffen.
          - Margaretha Johanna Munter (1752-1803). Zij trouwde met Diederik Johan (II) van Hogendorp (1754-1803), heer van Tilburg en Goirle (1788-1794).[6] Hij werd in oktober 1787 geremoveerd uit de vroedschap vanwege zijn patriottische gezindheid. Hij was eerder in dat jaar benoemd tot directeur van Sociëteit van Suriname (tot 1791).
          - Jan Andries Munter (1756-1785), secretaris van de Sociëteit van Suriname (1782-1785), ongehuwd; woonde op Herengracht 170-172, beter bekend als het Huis Bartolotti en Herengracht 526.

        - Cornelis Munter (1716-1750) was sinds 1737 lid van de firma Pels. Hij trouwde in 1743 met Margaretha Cornelia van de Poll; eigenaar Herengracht 468 in de Gouden Bocht; hij is in 1748 geremoveerd uit de vroedschap door stadhouder Willem IV;
        - Agneta Margaretha Munter (1717-1761). Zij trouwde met Jacob Boreel Jansz; bewoonde Prinsenhof (Amsterdam), eigenaar Herengracht 450 in de Gouden bocht; met het huis werd Boreel tevens eigenaar van een bijbehorende stal, koetshuis en een pakhuis aan de achtergelegen Keizersgracht, nu de nummers 497 en 499.[7] Raad van Admiraliteit van Amsterdam, ambassadeur in Engeland; zijn kinderen verkochten Beeckesteijn.
          - Willem Munter (1743-1776) is in 1763 bij zijn studie in Leiden met zijn broer Gerrit, en Nicolaes Warin begeleid door een Zwitserse theoloog, Jean-Laurent Garcin.[8][9] Hij trouwde met de rijkste vrouw in Amsterdam, Wendela Eleonora ten Hove; bewoonde Herengracht 444 in de Gouden Bocht; was eigenaar van Sparrenheuvel in Bloemendaal.
            - Jhr. Andries Cornelis Willem Munter (1775-1861), laatste telg van het geslacht. Hij trouwde in 1798 met Jkvr. Johanna Maria Warin (1778-1874), lid van de familie Warin en dochter van Nicolaes Warin, directeur van de Sociëteit van Suriname.
              - Jkvr. Susanna Sophia Munter (1800-1855); trouwde in 1827 met Samuel Joh(a)n graaf van Limburg Stirum (1798-1875), kapitein, lid raad van Amsterdam, lid van provinciale staten van Noord-Holland

          - Gerard Munter (1745-1806), schepen, directeur van de Sociëteit van Suriname (1771-1782). Hij trouwde met Sara Petronella Graswinckel;
            - Anna Maria Munter (1775-1858). Zij trouwde met Ernest Louis van Hardenbroek van Lockhorst (1775-1843).

      - Constantia Catharina (1684-1768). Zij trouwde in 1707 met Jan Sautijn, een burgemeester met een slechte reputatie vanwege zijn corruptheid.
      - Margaretha Munter (1689-1737). Zij trouwde in 1714 met Gerrit Corver (1690-1756); hij studeerde nooit, maakte geen grand tour, en was nooit lid van de vroedschap.[10] Hij werd in 1707 aangesteld bij de Stadsbank van Lening (Amsterdam); in 1716 werd hij schepen, lid van de Raad van State in 1721; was directeur van de Sociëteit van Suriname; Corver had een goede naam bij hoge ambtenaren en diplomaten. Hij was tien maal burgemeester. Door een reeks van sterfgevallen in de familie werden enorme bedragen aan het vermogen van G. Corver toegevoegd[11]; eigenaar van Waterland  en van Watervliet, een van de fraaiste buitens van Holland.